# Anopheles freeborni
Anopheles freeborni är en tvåvingeart som beskrevs av Aitken 1939. Anopheles freeborni ingår i släktet Anopheles och familjen stickmyggor. Inga underarter finns listade i Catalogue of Life.